# Drie postludes
Drie postludes is een compositie van Witold Lutosławski. Het wordt gezien als een driedelig voltooid werk, maar Lutosławski had de bedoeling nog een vierde te schrijven. Die belandde echter in een van zijn symfonieën. Daarbij heeft de Poolse componist er nooit erg op aangedrongen om de drie als eenheid uit te voeren. Dat mag ook geconstateerd worden uit het feit dat Postlude 1 al vanaf het begin eigenlijk zelfstandig door het leven gaat. Het is goed te horen dat de drie deeltjes een aanloop zijn naar experimentelere Jeux Vénitiens.
De drie tezamen kregen hun eerste uitvoering op 8 oktober 1965 door het Krakau Philharmonisch Orkest onder leiding van Henryk Czyz, de Postlude nr. 1 werd toen al twee jaar uitgevoerd. 
Lutosławski schreef het voor:
- 3 dwarsfluiten, 3 hobo's, 3 klarinetten, 3 fagotten
- 4 hoorns, 3 trompetten, 3 trombones, 1 tuba
- pauken,  4 man/vrouw percussie, 2 harpen,  piano
- violen (16 eerste, 14 tweede), 12 altviolen, 12 celli, 8 contrabassen